# 아킬레스 팡
아킬레스 팡(영어: Achilles Fang, 중국어: 方志彤, 병음: Fāng Zhìtóng 팡즈퉁[*], 한자음: 방지동, 1910년 8월 20일 대한제국 ~ 1995년 11월 22일 미국 매사추세츠주 케임브리지)은 미국의 중국 문학자, 비교 문학자, 교육자이다.

## 약력
아킬레스 팡은 1910년 일본 제국의 지배 하에 있던 대한제국(일제 강점기)에서 한중 혼혈의 '김순모(金淳謨)'라는 이름을 갖고 태어났으며, 중화민국에 건너간 후 팡즈퉁(方志彤)이라는 이름을 사용하며 중화민국 대륙 시기의 한국인 교포 학자로 활동하였다. 그는 그의 학업을 도운 개신교 선교사를 따라서 상하이에 건너가 후장 대학을 다녔으며 1930년에는 베이핑의 국립 칭화 대학의 철학과로 편입하였다. 1932년 국립 칭화 대학 철학과를 졸업하였으며, 1934년까지 국립 칭화 대학 대학원 철학과에서 석사 과정을 이수하였다.
아킬레스 팡은 칭화 대학 철학과 재학 기간에 장둥쑨, 진웨린, 펑유란 등 교수로부터 리창즈, 왕광샹(王光祥), 우언위, 첸중수, 저우푸청(周輔成), 쑨다오성(孫道昇) 등의 학우들과 함께 동양과 서양의 철학을 공부하였으며, 라이프니츠의 단자론에 대한 연구로 학위 논문을 쓴 바 있다.
'아킬레스 팡(Achilles Fang)'이라는 이름은 그가 대학원을 이수한 후 영문으로 사용된 이름이며, 그 중에서 '아킬레스'는 고대의 그리스 신화 속에 나오는 인물이자, 철학서 속의 제논의 역설에 등장하는 아킬레스에서 가져온 것으로 보인다.
1939년 중화민국 베이핑의 중덕 협회(中德 協會)에서 창간, 당시 저명한 철학자였던 장둥쑨이 쓴 휘호를 표지에 실은 중문 문화 철학 잡지 <연구와 진보(硏究與進步)>의 편집위원으로 참여하였으며, 1946년부터 1947년까지 국립 칭화 대학 철학과에서 시간강사를 역임하였다.
1940년부터 1947년까지는 1949년에 폐교한 베이핑의 천주교 푸런 대학에서 발행하던 영문 중국 잡지 <화예학지(華裔學誌)>에서 편집위원을 맡기도 했다.
1947년 9월에 미국으로 이주하였고, 1948년 10월에는 미국 국적을 취득하였다. 연구 학자 신분으로 하버드-옌칭 연구소의 중-영 사전의 초기 편집에 참여하였고, 1958년에는 에즈라 파운드의 시 연구로 하버드 대학에서 문학 박사 학위를 취득하였다. 하버드 대학 동아시아학과에서 중국 문학 등을 가르쳤고, 1977년에 퇴임하였다.